# 联络线
联络线一般是指连接两条正线铁路之间，或正线与枢纽内其他车站之间的连接线，或枢纽内较近的车站与车站之间的连接线，或相互分开的线路之间、线路与车站之间、车站与车站之间的相互连接。

## 铁路
联络线在路网中起到连通主要通道的作用。在两正线与正线设置联络线的目的是实现相互跨线列车的运行。一般是从一条线路的车站引出至另一条线路的车站。例如从北京经由郑州开往西安方向的旅客列车当不经停郑州站时将经过郑州枢纽内的郑州西北环线直接开往西安方向。
正线与车站之间设联络线，是指新建干线从枢纽外通过时，与枢纽内车站的连接线。如哈大高铁在长春西站引出联络线接入既有长春站。
枢纽内车站与车站之间的联络线，是指枢纽内相互关联但不同分工或不同性质的两个车站之间的连接，如编组站与货运站之间、客运站与客车整备所之间。

## 城市轨道交通
轨道交通线路之间为调动列车等作业方便而设置的连接线路，称作联络线。例如，长春轨道交通3号线与4号线在临河街站设置了联络线。联络线因连接的轨道交通线往往不在一个平面上，因此有较大的垂直坡道与较小的曲线半径，列车运行速度较慢。而在正常情況下，載客列車不會駛入聯絡線（除個別特殊班次列車會駛入，該等列車會被稱為「異線列車班次」）。

## 电力系统
电力系统中联络线是指可以连接二个电力系统、二个省际电网、二个变电站，甚至是二个配电站，充分发挥双方的发供电能力，促进资源优化配置的线路系统。

## 高速公路
高速公路的联络线是作为高速公路主线的连接纽带。